# Serie A1 GAF

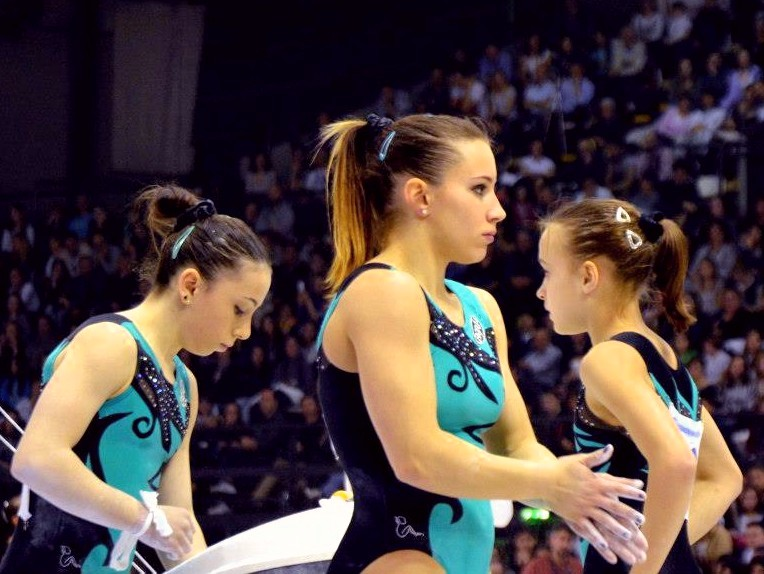
Martina Rizzelli, Erika Fasana e Chiara Imeraj alla prova di Ancona del campionato 2013

La Serie A1 GAF (come viene chiamato il Campionato italiano di Serie A1 di Ginnastica Artistica Femminile nei referti della FGI) è il massimo livello professionistico tra i campionati italiani di ginnastica artistica femminile a squadre. È organizzato dalla Federazione Ginnastica d'Italia. Nell'anno 1997 è stata introdotta la distinzione tra le serie «A1» e «A2».
La massima competizione individuale è invece rappresentata dai Campionati assoluti.

## Formula
È una competizione tra 12 squadre; per ciascuna possono competere da 3 a 6 ginnaste. Il campionato si suddivide in 3 prove (o gare, o tappe); ogni prova prevede una competizione per ogni attrezzo e una classifica finale della prova. Per ogni squadra viene scartato il punteggio più basso ottenuto nelle tre tappe. 
Dal 2020 è stata introdotta la formula della Final Six, per la quale dopo le prime 3 prove le migliori sei squadre in classifica partecipano a un'ulteriore tappa per stabilire la vincitrice.
Ogni società deve utilizzare almeno 2 proprie ginnaste, e può avvalersi della partecipazione di una ginnasta straniera non residente (che può competere al massimo in 2 attrezzi) o di una ginnasta in prestito.
Al termine di ogni campionato le ultime tre squadre in classifica retrocedono alla Serie A2, e nell'edizione successiva il loro posto viene preso dalle prime squadre classificate nella serie A2 della stagione conclusa. 
La squadra vincitrice dello Scudetto è quella che al termine delle gare di campionato ha il punteggio maggiore, e può fregiarsi del titolo di «Campione d'Italia».

## Le prove
Dalla stagione 2015, per ogni attrezzo possono competere fino a quattro ginnaste di ogni squadra, prendendo in considerazione al fine della classifica solamente i migliori tre punteggi, mentre in precedenza potevano salire sul l'attrezzo solamente tre ginnaste; i punti ottenuti da ogni ginnasta, sommati tra loro, costituiscono il punteggio di squadra per quell'attrezzo; ogni prova è vinta dalla squadra che conquista il punteggio più alto.
Esiste la possibilità di assegnare titoli ex aequo.
Gli attrezzi sono:
1. Volteggio
2. Parallele asimmetriche
3. Trave
4. Corpo libero

Ogni ginnasta che gareggia per la propria squadra deve salire su almeno un attrezzo.

## La classifica
La classifica di campionato è solo di squadra, non esistono classifiche individuali (generali o per ogni prova); si basa sui punti ottenuti nelle classifiche di ciascuna gara, chiamati «Punteggi speciali»:
- 25 punti alla squadra vincitrice
- 22 punti alla seconda classificata
- 20 punti alla terza classificata
- 18 punti alla quarta classificata
- 16 punti alla quinta classificata
- 14 punti alla sesta classificata
- 12 punti alla settima classificata
- 10 punti alla ottava classificata
- 8 punti alla nona classificata
- 6 punti alla decima classificata
- 4 punti alla undicesima classificata
- 2 punti alla dodicesima classificata

## Albo d'oro
| Edizione | Stagione | Società vincitrice | Nº scudetto della società |
| -------- | -------- | ------------------ | ------------------------- |
| I        | 1987     | Pro Lissone        | 1º                        |
| II       | 1988     | Pro Lissone        | 2º                        |
| III      | 1989     | Pro Lissone        | 3º                        |
| IV       | 1990     | GAL Lissone        | 1º                        |
| V        | 1991     | Ginnastica Torino  | 1º                        |
| VI       | 1992     | GAL Lissone        | 2º                        |
| VII      | 1993     | GAL Lissone        | 3º                        |
| VIII     | 1994     | GAL Lissone        | 4º                        |
| IX       | 1995     | GAL Lissone        | 5º                        |
| X        | 1996     | GAL Lissone        | 6º                        |
| XI       | 1997     | GAL Lissone        | 7º                        |
| XII      | 1998     | Brixia             | 1º                        |
| XIII     | 1999     | Brixia             | 2º                        |
| XIV      | 2000     | Brixia             | 3º                        |
| XV       | 2001     | GAL Lissone        | 8º                        |
| XVI      | 2002     | GAL Lissone        | 9º                        |
| XVII     | 2003     | Brixia             | 4º                        |
| XVIII    | 2004     | Brixia             | 5º                        |
| XIX      | 2005     | Brixia             | 6º                        |
| XX       | 2006     | Brixia             | 7º                        |
| XXI      | 2007     | Brixia             | 8º                        |
| XXII     | 2008     | Brixia             | 9º                        |
| XXIII    | 2009     | Brixia             | 10º                       |
| XXIV     | 2010     | Brixia             | 11º                       |
| XXV      | 2011     | GAL Lissone        | 10º                       |
| XXVI     | 2012     | GAL Lissone        | 11º                       |
| XXVII    | 2013     | GAL Lissone        | 12º                       |
| XXVIII   | 2014     | Brixia             | 12º                       |
| XXIX     | 2015     | Brixia             | 13°                       |
| XXX      | 2016     | Brixia             | 14°                       |
| XXXI     | 2017     | Brixia             | 15°                       |
| XXXII    | 2018     | Brixia             | 16°                       |
| XXXIII   | 2019     | Brixia             | 17°                       |
| XXXIV    | 2020     | Brixia             | 18º                       |
| XXXV     | 2021     | Brixia             | 19º                       |